# Expedición García de Nodal

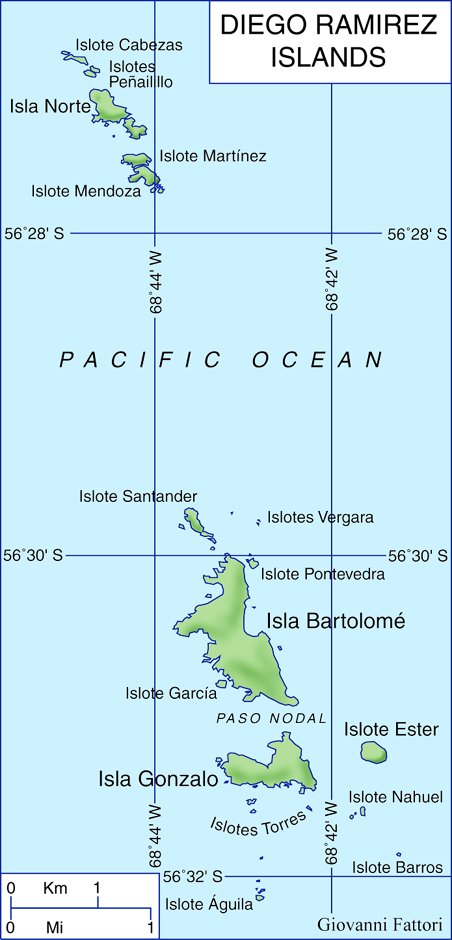
Mapa de las Islas Diego Ramírez.

La expedición García de Nodal fue una expedición de exploración patrocinada en 1619 por el rey Felipe III de España que tenía como objetivo reconocer el paso entre los océanos Atlántico y Pacífico, al sur de Tierra del Fuego, un paso que acababa de ser descubierto por los comerciantes neerlandeses Jacob Le Maire y Willem Schouten. Fue una expedición exitosa, ya que no solamente se alcanzaron todos los objetivos sino que, además, no se perdieron ni vidas ni barcos y la campaña se realizó en una corto periodo de tiempo. Esa expedición estableció en esa época una marca de navegación más al sur descubriendo las islas Diego Ramírez, que siguieron siendo «el punto más al sur», hasta el descubrimiento de las islas Sandwich del Sur por el capitán James Cook en 1775.

## Antecedentes
La expedición García de Nodal fue crucial para el Imperio español. El descubrimiento de una ruta desde el océano Atlántico hasta el Pacífico, una alternativa al estrecho de Magallanes, cambió drásticamente el enfoque español de la gestión de las regiones más australes de América, que ya habían sido perturbadas por la aparición inesperada de Francis Drake en aguas del Pacífico, después de atravesar el estrecho en 1578. 

## Expedición
La expedición fue liderada por los hermanos Bartolomé y Gonzalo García de Nodal (ambos nacidos en Pontevedra c.1570, y muertos en 1622), con el cosmógrafo Diego Ramírez de Arellano, en calidad de piloto (navegante jefe). Se construyeron y armaron dos barcos de similar construcción, para prevenir tener que esperar por el otro cuando navegasen si tenían diferentes cualidades marineras, un estorbo común en otras expediciones de la época. Las dos carabelas eran la Nuestra Señora de Atocha y Nuestra Señora del Buen Suceso, de 80 toneladas y 40 tripulantes cada una, con «artillería, mosquetes, picas, chuzos (...) y marineros portugueses que iban como por fuerza, persuadidos de ser la navegación remota y dificultosa». La primera iba como capitana, al mando del experto marino Bartolomé, y la otra, como almiranta, con su hermano el capitán Gonzalo.
La expedición zarpó de Lisboa, Portugal (que por entonces estaba unida a España bajo la corona de Felipe III) el 27 de septiembre de 1618 y a mediados de enero de 1619 tuvieron conocimiento del cabo Vírgenes, cerca del cual vieron flotar los restos de un navío que había naufragado. Siguiendo su rumbo a lo largo de la costa oriental de la Tierra del Fuego, el 22 de enero se adentraron en el estrecho que separa la Tierra del Fuego y la isla de los Estados, que llamaron estrecho de San Vicente (ahora conocido como estrecho de Le Maire. El nombre de San Vicente lo conserva todavía uno de los cabos de la costa occidental de la Tierra de Fuego).
En las semanas siguientes se dedicaron a explorar meticulosamente y nombrar las costas del sur de Tierra del Fuego y sus islas, incluyendo el sur del cabo de Hornos, al que llamaron cabo San Ildefonso. A continuación, la expedición se dirigió hacia el sur hasta los 58º30'S, descubriendo el 10 de febrero el archipiélago de las islas Diego Ramírez, llamadas así en honor al piloto de la expedición. Siguieron navegando más al sur por el actual pasaje de Drake y luego se volvieron hacia el norte, internándose en el océano Pacífico. Hábilmente entraron en el estrecho de Magallanes desde el oeste en su primer intento y estaban de regreso en el Atlántico el 13 de marzo. El 7 de julio de 1619 arribaban a España, fondeando cerca de Lagos, y desde allí fueron a dar cuenta de su expedición al rey, que se hallaba en Lisboa. La expedición «causó admiración la brevedad con que pusieron en efecto el mandato del Rey, pues en diez meses fueron, vieron y vinieron; ninguno peligró, ni le dolió la cabeza».
Los hermanos García de Nodal publicaron el diario de su expedición con el título: Relación del viaje hecho por los capitanes Bartolomé García de Nodal y Gonzalo de Nodal, hermanos, naturales de Pontevedra, para el descubrimiento del nuevo estrecho, en Madrid, 1621, en un tomo con su mapa.
El piloto Diego Ramírez de Arellano publicó a su vez, también en 1621, Reconocimiento de los estrechos de Magallanes y de San Vicente y algunas cosas curiosas de navegación.
Los dos hermanos fallecieron al mando de sus barcos en el mar tres años más tarde, con apenas meses de diferencia, en dos naufragios. Bartolomé falleció el 5 de septiembre de 1622 en los cayos de Matacumbé y la Tortuga, a 30 leguas de La Habana, Cuba, en el naufragio del galeón Nuestra Señora de Atocha. Gonzalo salió de Sanlúcar de Barrameda el 13 de octubre de 1622 con 3 navíos, 133 marinos y 400 infantes para recorrer la misma ruta del estrecho de Le Maire hacia Chile, para socorrer a los colonos sitiados por los araucanos. Naufragó, perdiendo dos barcos y la vida.
En 1620 Diego Ramírez de Arellano fue nombrado Piloto Mayor de la Casa de Contratación de Sevilla.

## Resultados y evaluación
Como resultado de su expedición proporcionaron a la española Casa de Contratación con datos de valor incalculable y mapas que se mantuvieron en secreto durante siglos. 

En los anales de la exploración del cabo de Hornos, ésta debe figurar como una de las expediciones más profesionales, particularmente cuando se compara con los que era habitural en la época en la que se llevó a cabo, y nos habría gustado reseñar que los dos hermanos tuvieron muchos años para disfrutar de su justamente merecida fama. Lamentablemente, ambos fallecieron el 5 de septiembre de 1622, cuando un huracán golpeó una flota de regreso de La Habana a España, y sus respectivos mandos se perdieron. Sin embargo, su firma permanece con razón en el cabo de Hornos a través de los nombres de muchas puntas, islotes y el pico más prominente de la península de Brunswick. Adecuadamente también son recordados en el grupo de islas Diego Ramírez, donde las dos islas principales fueron nombradas por los dos hermanos, la norte, isla Bartolomé y la sur, isla Gonzalo. El canal de una milla de ancho entre ellas se conoce como canal Nodales [o paso Nodal]. Los Nodal demostraron que el relato de Schouten era correcto y, de hecho, fue una grave amenaza para las colonias españoles de América del Sur. También habían encontrado una ruta alternativa para sus barcos pero el gobierno español no tomó ninguna acción sobre el informe de los Nodal entonces ni más tarde.
In the annals of Cape Horn exploration, this must rank as one of the most professional expeditions, particularly when seen against the standards of the age in which it took place, and it would be nice to report the two brothers had many years to enjoy their justly deserved fame. Sadly both perished on 5th September 1622 when a hurricane struck a fleet returning from Havana to Spain, and their respective commands were lost. However, their signature rightly remains on Cape Horn through the names of many points, rocks and the most prominent peak on the Brunswick Peninsula. Appropriately they are also remembered in the Diego Ramirez group, where the two main islands are called after the brothers, the northern one is Bartolomé and the southern, Gonzalo. The mile-wide channel between is known as Canal Nodales [or Paso Nodal]. The Nodals proved that Schouten's account was correct and there was indeed a serious threat to the Spanish South American colonies. They had also found an alternative route for their ships but the Spanish government took no action on the Nodals' report then or later.
"Cape Horn. A Maritime History", Robin Knox-Johnston.

## Logros
La expedición de García Nodal supuso la consecución de algunos logros importantes, siendo los más destacados: 
- La primera circunnavegación de la Tierra del Fuego, incluyendo un estudio a fondo de sus costas.
- El descubrimiento de las islas Diego Ramírez (durante un siglo y medio, la tierra más austral alcanzada por el hombre).
- La primera navegación hacia el sur en el pasaje de Drake (también conocido como mar de Hoces).
- El primer contacto europeo con la gente fueguina del sur.
- El segundo paso por el cabo de Hornos.
- El tercer paso hacia el este del estrecho de Magallanes.